# ألفونسو دي غويدا
ألفونسو دي غويدا (بالإيطالية: Alfonso Di Guida)‏ هو عداء سريع إيطالي، ولد في 1 مايو 1954 في نابولي في إيطاليا.

## وصلات خارجية
- ألفونسو دي غويدا على موقع الاتحاد الدولي لألعاب القوى (الإنجليزية)
- ألفونسو دي غويدا على موقع اللجنة الأولمبية الدولية (الإنجليزية)
- ألفونسو دي غويدا على موقع أوليمبيديا (الإنجليزية)